# Бенкелмен (Небраска)
Бенкелмен (англ. Benkelman) — місто (англ. city) в США, в окрузі Данді штату Небраска. Населення — 821 особа (2020).

## Географія
Бенкелмен розташований за координатами 40°3′6″ пн. ш. 101°32′7″ зх. д. / 40.05167° пн. ш. 101.53528° зх. д. (40.051731, -101.535397).  За даними Бюро перепису населення США в 2010 році місто мало площу 2,08 км², уся площа — суходіл.

### Клімат
| Клімат : Бенкелмен    | Клімат : Бенкелмен | Клімат : Бенкелмен | Клімат : Бенкелмен | Клімат : Бенкелмен | Клімат : Бенкелмен | Клімат : Бенкелмен | Клімат : Бенкелмен | Клімат : Бенкелмен | Клімат : Бенкелмен | Клімат : Бенкелмен | Клімат : Бенкелмен | Клімат : Бенкелмен | Клімат : Бенкелмен |
| Показник              | Січ.               | Лют.               | Бер.               | Квіт.              | Трав.              | Черв.              | Лип.               | Серп.              | Вер.               | Жовт.              | Лист.              | Груд.              | Рік                |
| Середній максимум, °C | 6,1                | 7,9                | 13,2               | 18,6               | 23,8               | 29,7               | 33,3               | 32,2               | 27,3               | 20,2               | 12,3               | 6,3                | 19,2               |
| Середній мінімум, °C  | −9,9               | −8                 | −3,6               | 1,4                | 7,9                | 13,6               | 16,9               | 15,7               | 9,7                | 2,1                | −4,3               | −9,6               | 2,7                |
| Норма опадів, мм      | 14                 | 15                 | 30                 | 50                 | 77                 | 73                 | 74                 | 56                 | 36                 | 40                 | 19                 | 15                 | 501                |
| --------------------- | ------------------ | ------------------ | ------------------ | ------------------ | ------------------ | ------------------ | ------------------ | ------------------ | ------------------ | ------------------ | ------------------ | ------------------ | ------------------ |
| Джерело: NOAA         |                    |                    |                    |                    |                    |                    |                    |                    |                    |                    |                    |                    |                    |

## Демографія
Згідно з переписом 2010 року, у місті мешкали 953 особи в 445 домогосподарствах у складі 242 родин. Густота населення становила 459 осіб/км².  Було 556 помешкань (268/км²).
Расовий склад населення:
| - 95,9 % — білих - 0,8 % — корінних американців - 0,4 % — чорних або афроамериканців - 0,2 % — азіатів |

До двох чи більше рас належало 1,9 %. Частка іспаномовних становила 4,4 % від усіх жителів.
За віковим діапазоном населення розподілялося таким чином: 22,4 % — особи молодші 18 років, 52,2 % — особи у віці 18—64 років, 25,4 % — особи у віці 65 років та старші. Медіана віку мешканця становила 48,5 року. На 100 осіб жіночої статі у місті припадало 87,2 чоловіків;  на 100 жінок у віці від 18 років та старших — 84,1 чоловіків також старших 18 років.
Середній дохід на одне домашнє господарство  становив 44 815 доларів США (медіана — 37 386), а середній дохід на одну сім'ю — 55 555 доларів (медіана — 49 821). Медіана доходів становила 33 417 доларів для чоловіків та 27 788 доларів для жінок. За межею бідності перебувало 11,0 % осіб, у тому числі 14,4 % дітей у віці до 18 років та 6,2 % осіб у віці 65 років та старших.
Цивільне працевлаштоване населення становило 432 особи. Основні галузі зайнятості: освіта, охорона здоров'я та соціальна допомога — 34,5 %, будівництво — 16,7 %, фінанси, страхування та нерухомість — 9,7 %, виробництво — 6,3 %.

## Відомі люди
- Ворд Бонд (1903 — 1960) — американський актор.